# Maria Elisabeth von Schweden

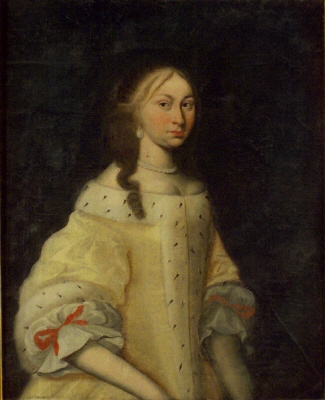
Maria Elisabeth von Schweden

Maria Elisabeth von Schweden (* 10. März 1596 im Schloss Örebro, Örebro, Närke; † 7. August 1618 im Schloss Bråborg, Norrköping, Östergötland) war als Tochter König Karls IX. eine schwedische Prinzessin und durch ihre Heirat mit Prinz Johann Herzogin von Östergötland.

## Leben
Maria Elisabeth war die zweite Tochter und das dritte Kind des schwedischen Königs Karl IX. und seiner zweiten Gemahlin Christine von Schleswig-Holstein-Gottorf. Sie hatte mehrere Geschwister und Halbgeschwister, darunter den schwedischen König Gustav II. Adolf. Zeitweise wurde sie mit ihrem späteren Gemahl Johann, dem künftigen Herzog von Östergötland, erzogen und erhielt eine gute Ausbildung durch den Unterricht des königlichen Hofarchivars und Dichters Johannes Bureus sowie des Staatsmanns Johan Skytte. Früh wurden ihre literarischen Interessen erweckt, und schon als junges Mädchen im Alter von zehn Jahren war sie in der Lage, mit ihrem Lehrer Johan Skytte auf Latein zu korrespondieren.
Als 14-Jährige wurde Maria Elisabeth 1610 mit ihrem Cousin Herzog Johann verlobt. Am 30. Oktober 1611 starb ihr Vater Karl IX. und ihr Bruder Gustav II. Adolf folgte auf den Thron. Vor allem die Königinwitwe Christine betrieb nun die baldige Verheiratung ihrer Tochter Maria Elisabeth mit dem Herzog von Östergötland. Dieses Eheprojekt war hauptsächlich politisch motiviert, denn es wurde wohl befürchtet, dass der Herzog im Fall seiner Vermählung mit einer ausländischen Prinzessin durch diese zu ehrgeizigen Plänen verleitet werden könnte. Dabei hatte Johann nach dem Tod Karls IX. auf seine Thronrechte, die er als Sohn des schwedischen Königs Johann III. besaß, zugunsten von Gustav Adolf verzichtet. Der Plan der Eheschließung von Maria Elisabeth und Johann stieß aber wegen derer engen Verwandtschaft auf den energischen Widerstand der Kirche. In einer schriftlichen Stellungnahme an den König argumentierten hohe Repräsentanten der Geistlichkeit, der Klerus sehe es nicht gern, dass Ehen zwischen Verwandten zweiten Grades erlaubt würden. Eine solche Ehe verstoße gegen die 1571 erlassene schwedische Kirchenordnung. Im Namen des Königs antwortete seine Mutter Christine, dass Entscheidungen in Heiratsangelegenheiten eher der weltlichen Obrigkeit als dem geistlichen Stand zukämen und dass außerdem nach dem schwedischen Gesetz Ehen mit der Zustimmung der Eltern und nächsten Verwandten geschlossen würden. Die Hochzeit der 16-jährigen Maria Elisabeth und ihres 23-jährigen Cousins fand trotz des heftigen Kirchenprotests am 29. November 1612 in der Burg Tre Kronor in Stockholm statt.
Ende 1612 ließ sich das frischvermählte Paar im Schloss Vadstena nieder und residierte hauptsächlich hier und im Schloss Bråborg im Herzogtum Östergötland. Die politisch arrangierte Verbindung, die ohne Rücksicht auf die fehlende Zuneigung der Eheleute zueinander geschlossen worden war, verlief unglücklich, blieb kinderlos und soll einen negativen Einfluss auf die Gesundheit des Paars gehabt haben. Die junge Herzogin, die ohnehin kränklich veranlagt war, hatte kein Vertrauen zu ihrem Gatten und beschuldigte später ihre Mutter, sie zu dieser Ehe gezwungen zu haben, was die Königinwitwe Christine dann auch bereut haben soll. Seit 1614 litt Maria Elisabeth unter zeitweisen Anfällen von Geisteskrankheit. Während solcher Perioden von Geistesgestörtheit verlor sie bisweilen ihr Sprechvermögen und stand unter Bewachung, um einen befürchteten Selbstmordversuch zu verhindern. Ihre Mutter stattete ihr in diesen Zeiten öfters Besuche ab und stand ihr bei.
Während der Regierung Herzog Johanns fand in Östergötland eine größere Hexenverfolgung statt, für deren Zustandekommen hauptsächlich Maria Elisabeth verantwortlich gewesen sein soll. Am 5. März 1618 wurde die 22-jährige Herzogin Witwe und zog sich ins Schloss Stegeborg zurück. Nicht lange danach starb auch Maria Elisabeth am 7. August 1618 im Schloss Bråborg. Laut dem Hofkaplan Petrus Bjugg stellte der Tod für sie eine Erlösung dar. Im Januar 1619 wurde ihr Leichnam an der Seite ihres Gemahls im Dom zu Linköping beigesetzt.